# Cyclodes pulchra
Cyclodes pulchra là một loài bướm đêm trong họ Noctuidae.